# Моральный кодекс строителя коммунизма
Моральный кодекс строителя коммунизма — свод принципов коммунистической морали, вошедший в тексты Третьей Программы КПСС и Устава КПСС, принятые XXII съездом (1961).

Учиться работать и жить по-коммунистически! Серия марок СССР 1961 года
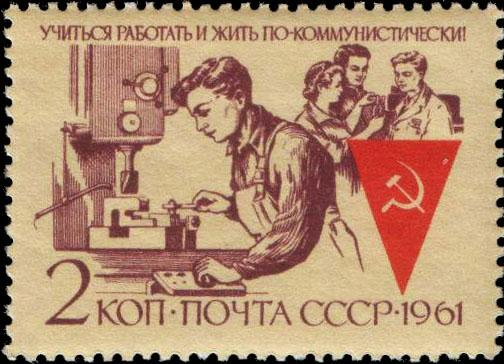
Молодёжь на производстве
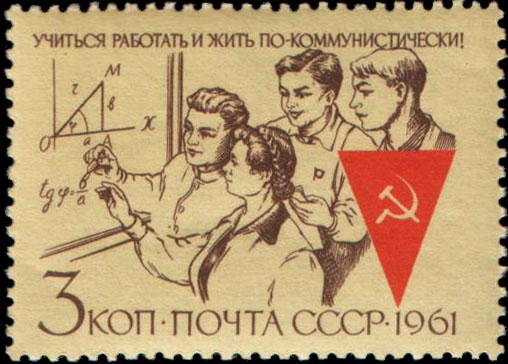
Учёба
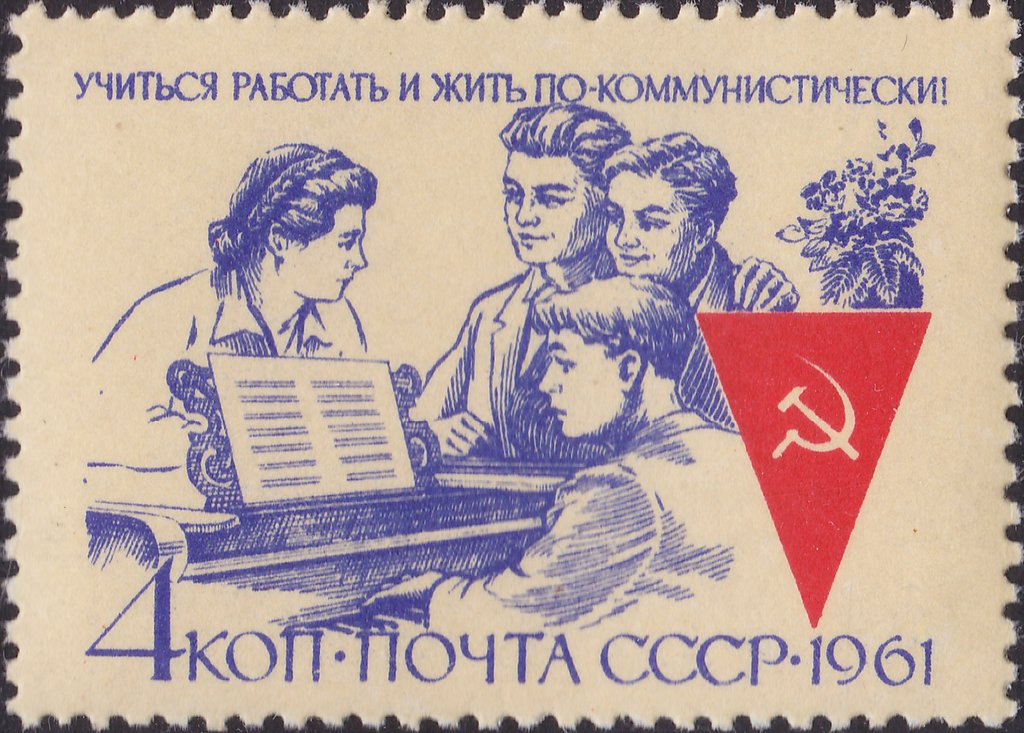
Отдых. У рояля

## Текст «Морального кодекса строителя коммунизма»

Моральный кодекс строителя коммунизма

Текст включал в себя следующие положения:
1. Преданность делу коммунизма, любовь к социалистической Родине, к странам социализма;
2. Добросовестный труд на благо общества: кто не работает, тот не ест;
3. Забота каждого о сохранении и умножении общественного достояния;
4. Высокое сознание общественного долга, нетерпимость к нарушениям общественных интересов;
5. Коллективизм и товарищеская взаимопомощь: каждый за всех, все за одного;
6. Гуманные отношения и взаимное уважение между людьми: человек человеку друг, товарищ и брат;
7. Честность и правдивость, нравственная чистота, простота и скромность в общественной и личной жизни;
8. Взаимное уважение в семье, забота о воспитании детей;
9. Непримиримость к несправедливости, тунеядству, нечестности, карьеризму, стяжательству;
10. Дружба и братство всех народов СССР, нетерпимость к национальной и расовой неприязни;
11. Нетерпимость к врагам коммунизма, дела мира и свободы народов;
12. Братская солидарность с трудящимися всех стран, со всеми народами.

## История создания
По утверждению политолога Ф. М. Бурлацкого, Моральный кодекс строителя коммунизма был написан при следующих обстоятельствах:

Дело было в Подмосковье, на бывшей даче Горького. Шёл 1961 год. С группой консультантов ЦК КПСС я работал над программой партии ― с начала и до конца. Нашей группой руководил секретарь ЦК Борис Николаевич Пономарёв, а непосредственную работу осуществлял его зам ― Елизар Ильич Кусков, прекрасной души человек, остро пишущий и тонко чувствующий слово журналист.
Как-то утром, после крепкой вечерней пьянки, мы сидели в беседке и чаёвничали. Елизар мне и говорит:
— Знаешь, Фёдор, позвонил «наш» (так он звал Пономарёва) и говорит: «Никита Сергеевич Хрущёв просмотрел всё, что вы написали, и советует быстро придумать моральный кодекс коммунистов. Желательно в течение трёх часов его переправить в Москву».
И мы стали фантазировать. Один говорит «мир», другой ― «свобода», третий ― «солидарность»… Я сказал, что нужно исходить не только из коммунистических постулатов, но и также из заповедей Моисея, Христа, тогда всё действительно «ляжет» на общественное сознание. Это был сознательный акт включения в коммунистическую идеологию религиозных элементов.

Буквально часа за полтора мы сочинили такой текст, который в Президиуме ЦК прошёл на «ура».
В новой редакции Программы КПСС, принятой XXVII съездом (1986), а также в Уставе КПСС, утверждённом на том же съезде, «Моральный кодекс строителя коммунизма» отсутствует.
| Редакция 1961 г. | Редакция 1986 г. |
| --- | --- |
| В процессе перехода к коммунизму всё более возрастает роль нравственных начал в жизни общества, расширяется сфера действия морального фактора и соответственно уменьшается значение административного регулирования взаимоотношений между людьми. Партия будет поощрять все формы сознательной самодисциплины граждан, ведущие к закреплению и развитию основных правил коммунистического общежития. Отвергая классовую мораль эксплуататоров, коммунисты противопоставляют извращённым эгоистическим взглядам и нравам старого мира коммунистическую мораль — самую справедливую и благородную мораль, выражающую интересы и идеалы всего трудящегося человечества. Простые нормы нравственности и справедливости, которые при господстве эксплуататоров уродовались или бесстыдно попирались, коммунизм делает нерушимыми жизненными правилами как в отношениях между отдельными лицами, так и в отношениях между народами. Коммунистическая мораль включает основные общечеловеческие моральные нормы, которые выработаны народными массами на протяжении тысячелетий в борьбе с социальным гнётом и нравственными пороками. Особо важное значение в нравственном развитии общества имеет революционная мораль рабочего класса. Коммунистическая мораль в ходе строительства социализма и коммунизма обогащается новыми принципами, новым содержанием. Партия считает, что моральный кодекс строителя коммунизма включает такие нравственные принципы: — преданность делу коммунизма, любовь к социалистической Родине, к странам социализма; — добросовестный труд на благо общества: кто не работает, тот не ест; — забота каждого о сохранении и умножении общественного достояния; — высокое сознание общественного долга, нетерпимость к нарушениям общественных интересов; — коллективизм и товарищеская взаимопомощь: каждый за всех, все за одного; — гуманные отношения и взаимное уважение между людьми: человек человеку — друг, товарищ и брат; — честность и правдивость, нравственная чистота, простота и скромность в общественной и личной жизни; — взаимное уважение в семье, забота о воспитании детей; — непримиримость к несправедливости, тунеядству, нечестности, карьеризму, стяжательству; — дружба и братство всех народов СССР, нетерпимость к национальной и расовой неприязни; — непримиримость к врагам коммунизма, дела мира и свободы народов; — братская солидарность с трудящимися всех стран, со всеми народами. | В условиях постепенного продвижения к коммунизму всё полнее раскрывается творческий потенциал коммунистической морали — самой человечной, справедливой, благородной, основанной на верности целям революционной борьбы, идеалам коммунизма. Наша мораль впитала в себя как общечеловеческие нравственные ценности, так и нормы поведения людей и отношений между ними, которые рождены народными массами в многовековой борьбе против эксплуатации, за свободу и социальное равенство, счастье и мир. Коммунистическая мораль, за утверждение которой выступает КПСС, это: — мораль коллективистская. «Один за всех, все за одного» — таков её основополагающий принцип. Она несовместима с эгоизмом, себялюбием и своекорыстием, гармонично сочетает общенародные, коллективные и личные интересы; — мораль гуманистическая. Она возвышает человека труда, проникнута глубоким уважением к нему, нетерпима к посягательствам на его достоинство. Она утверждает подлинно человеческие отношения между людьми — отношения товарищеского сотрудничества и взаимопомощи, доброжелательность, честность, простоту и скромность в личной и общественной жизни; — мораль активная, деятельная. Она побуждает человека к новым трудовым и творческим свершениям, заинтересованному участию в жизни коллектива и всей страны, активному неприятию всего, что противоречит социалистическому образу жизни, к настойчивой борьбе за коммунистические идеалы. |

## Оценки
Пропаганда в СССР провозглашала, что в моральном кодексе, сформулированном в Программе КПСС, впервые нравственные принципы приведены в строго научную систему, впервые дана чёткая научная дифференциация самостоятельных моральных принципов. Важнейшие нравственные принципы, сформулированные в моральном кодексе строителя коммунизма, не выдуманы или декретированы сверху, а отражают реальные отношения, складывающиеся в советском обществе, и служат основой поведения и деятельности советских людей. Вместе с тем это не только констатация уже достигнутого, но и программа дальнейшего морального совершенствования человека коммунистического общества, а также мощный стимул для разработки марксистско-ленинской этики.
В 2011 году Владимир Путин посетовал, что «мы утратили определённые ценности советского периода, связанные с кодексом строителя коммунизма», назвав его «выдержками из Библии». В 2016 году Путин похвалил Моральный кодекс, заявив, что ему нравятся коммунистические и социалистические (библейские) идеи в этом кодексе. В 2018 году Путин назвал Моральный кодекс строителя коммунизма «примитивной выдержкой из Библии».
В 2009 году Геннадий Зюганов заявил «Я считал и считаю, что первым коммунистом был Иисус Христос, Нагорная проповедь написана не хуже Морального кодекса строителя коммунизма. Собственно, Моральный кодекс строителя коммунизма списали с Нагорной проповеди». В 2012 году он сказал: «Если вы возьмёте моральный кодекс строителя коммунизма и нагорную проповедь Иисуса Христа и положите рядом, то вы ахнете: они совпадают полностью по тексту». Позднее Зюганов ещё раз сравнил моральный кодекс строителя коммунизма с Нагорной проповедью: «Я когда положил Моральный кодекс строителей коммунизма рядом с Нагорной проповедью — потому что я, в отличие от других, изучал Библию, хорошо знаю Коран — так вот, я ахнул: оказывается, мы переписали Моральный кодекс строителей коммунизма из Библии; но написали хуже — в Библии написано лучше».